# كيليان موزر
كيليان موسر هو دراج سويسري، ولد في 29 يوليو 1988 في إنترلاكن في سويسرا.

## وصلات خارجية
- كيليان موسر على موقع أرشيف الدراجات (الإنجليزية)
- كيليان موسر على موقع إحصائيات الدراجات الإحترافية (الإنجليزية)